# Leucocitosis
La leucocitosis es el aumento en el número de células de glóbulos blancos de la sangre (leucocitos). Se dice que hay leucocitosis cuando la cifra de glóbulos blancos es superior a 11 000 por mm³.

## Clasificación de los glóbulos blancos
- Polimorfonucleares

1. Neutrófilos
2. Eosinófilos
3. Basófilos

- Mononucleares

1. Linfocitos
2. Monocitos

La leucocitosis puede ser reflejo de un aumento de la población de neutrófilos (neutrofilia: la más común), linfocitos (linfocitosis), o monocitosis (monocitos). Rara vez, un aumento de eosinófilos y basófilos es tan grande como para ocasionar una leucocitosis. Es igualmente infrecuente que todas las líneas celulares estén aumentadas al mismo tiempo.

## Valor diagnóstico
La distribución de los diversos tipos de leucocitos ayuda a orientar un diagnóstico en cuanto al posible origen de la leucocitosis, frecuentemente sobre la base de estos resultados, se indica un tratamiento temprano antes de que las pruebas complementarias (las cuales suelen durar muchas horas o días) arrojen el resultado específico de la patología.
Los neutrófilos son los leucocitos que se encuentran en mayor cantidad y son porcentualmente los más significativos. Estos se encargan de llevar a cabo la fagocitosis (absorción y digestión de elementos ajenos al organismo como: virus, cuerpos extraños, tejidos, etc.). Las formas jóvenes de neutrófilos se presentan cuando existe un importante estímulo medular para su producción, en esta etapa reciben el nombre de neutrófilos en banda o cayados dada la forma de su núcleo. Una alta presencia de estos indica que existe una actividad intensa de las defensas en contra de una infección de origen bacteriano.
Los eosinófilos suelen estar elevados en algunas enfermedades originadas bien sea por alergia o por infecciones parasitarias. Igual comportamiento siguen los basófilos.
La alta presencia de linfocitos o monocitos puede indicar que se trata de un cuadro de infección viral o bacteriana crónica.

## Causas
Una larga lista de situaciones puede causar un aumento en el valor absoluto de los glóbulos blancos, por ejemplo:
- causas infecciosas
- abdomen agudo
- alteraciones hepáticas
- obstrucciones intestinales

Razones fisiológicas
- El ejercicio (fatiga):[5] es probable que la razón sea la repentina y sostenida secreción de catecolaminas (adrenalina, por ejemplo)[6] característica del ejercicio.
- Estrés emocional, por ejemplo, el dolor: el alto estrés puede, con frecuencia, causar el efecto opuesto: leucopenia.[7]
- Embarazo: a expensas de los neutrófilos, con disminución de los linfocitos.[8]
- Digestión (leucocitosis post-prandial)[9]